# Lebisia
Lebisia es un género de escarabajos longicornios de la tribu Acanthocinini que contiene una sola especie, Lebisia vadoni. La especie fue descrita por Breuning en 1957.
Se distribuye por Madagascar. Mide aproximadamente 11-11,5 milímetros de longitud.